# Hans-Joachim Liesecke
Hans-Joachim Liesecke (* 23. Februar 1931 in Halberstadt; † 31. Juli 2019) war ein deutscher Hochschullehrer für Grünflächenbau.

## Leben
Nach dem Abitur 1951 an der Oberschule in Bad Schwartau absolvierte Hans-Joachim Liesecke eine dreijährige Ausbildung zum Landschaftsgärtner in Allschwil, die er 1954 in Liestal mit der Gehilfenprüfung abschloss. Anschließend wechselte er im Wintersemester 1954/55 zum Studium der Landespflege an die Technische Hochschule Hannover, wo er 1955 Mitglied des Corps Saxonia wurde. Mit Abschluss des Studiums als Dipl.-Ing. wurde er im November 1959 wissenschaftlicher Mitarbeiter am Institut für Grünplanung und Gartenarchitektur der TH Hannover. In der Folge war er bis zu seiner Promotion zum Dr. rer. hort. 1970 wechselnd wissenschaftlicher Mitarbeiter und wissenschaftlicher Assistent. Zudem war er von 1960 bis 1967 für Werner Lendholt im Werkvertrag mit Planungs- und Entwurfsarbeiten tätig. Von 1960 bis 1961 übte er an der Lehr- und Versuchsanstalt für Gartenbau in Ahlem in den Fächern Gartengestaltung, Landschafts- und Friedhofsgärtnerei, Feldmessen und Planzeichnen eine nebenamtliche Lehrtätigkeit aus. Von 1962 bis 1965 leitete er den Außenbetrieb des Instituts und betreute die Versuchs- und Demonstrationsgärten. Von 1968 bis 1970 bearbeitete er einen Forschungsauftrag über Bodenverdichtung in Grünflächen. 1969, also noch vor seiner Promotion, erhielt er einen Lehrauftrag für das Lehrgebiet Technik des Grünflächenbaus an der Technischen Universität Hannover. Von 1970 bis 1980 war er Oberassistent am Institut für Grünplanung und Gartenarchitektur der TU Hannover mit der Beauftragung zur selbständigen Abhaltung der Lehrveranstaltungen im Fachgebiet Grünflächenbau, wobei er von Februar bis Oktober 1973 die Abteilung Landespflege an der Technischen Universität Hannover leitete.
Mit Beginn des Jahres 1981 wurde Liesecke Professor und Leiter des Institutes für Landschaftsbau an der Forschungsanstalt Geisenheim. Zu Beginn des Jahres 1983 wurde er als Universitätsprofessor für das neu geschaffene Lehr- und Forschungsgebiet Technisch-konstruktive Grundlagen der Freiraumplanung (Grünflächenbau) im Fachbereich Landschaftsarchitektur und Umweltentwicklung an die Universität Hannover berufen, wobei er noch für ein weiteres Jahr seine Funktion in Geisenheim fortführte. 1993 wurde er in Hannover emeritiert. Seine Forschungs- und Beratungstätigkeit beendete er Ende 2011.
Von 1969 bis 1974 gehörte Liesecke dem FN Bau-Arbeitsausschuss Sportplätze, Unterausschuss Rasenflächen DIN 18 035, Teil 4, un von April 1970 bis November 1973 dem FN Bau-Arbeitsausschuss Landschaftsbau, DIN 18 915 bis DIN 18 920, an. Innerhalb der Forschungsgesellschaft Landschaftsentwicklung Landschaftsbau war er von 1975 bis 1980 Mitglied des Forschungsrats, von 1977 bis 1989 Leiter der Seminargruppe Vegetationstechnik für Grünflächen im Siedlungsbereich, von 1980 bis 1983 Mitglied des Präsidiums, von 1978 bis 1996 Leiter der Arbeitsgruppe Richtlinien für Dachbegrünungen und von 1984 bis 1996 Leiter der Arbeitsgruppe Durchwurzelungsschutz bei Dachbegrünungen. Von 1981 bis 1983 war er Mitglied des Güteausschusses der Gütegemeinschaft Rinde für Pflanzenbau in Lauterbach (Hessen). Von 1971 bis 2001 war er Schriftleiter der Fachzeitschrift Das Gartenamt, die 1994 in Stadt + Grün umbenannt wurde, davon bis 1992 gemeinsam mit Dieter Hennebo. Mit W. Skirde gab er von 1978 bis 1990 die Zeitschrift für Vegetationstechnik im Landschafts- und Sportstättenbau heraus.
In seiner Forschung und Lehre konzentrierte sich Liesecke auf die Themengebiete Substrate, Wasserhaushalt, Straßenbäume und Dachbegrünungen. Er galt international als ein Wegbereiter für Dachbegrünungen.

## Auszeichnungen
- Ehrenmitglied der Forschungsgesellschaft Landschaftsentwicklung Landschaftsbau, 1994
- Silberne Landschaft des Bundesverbandes Garten-,
Landschafts- und Sportplatzbau, 2000
- Festschrift anlässlich seines 70. Geburtstags, Herausgeber: Gilbert Lösken und Joachim Wolschke-Bulmahn, erschienen als Band 57 der Schriftenreihe Beiträge zur räumlichen Planung des Fachbereiches Landschaftsarchitektur und Umweltentwicklung der Universität Hannover, 2001
- Bundesverdienstkreuz am Bande, 2002
- Ehrenmitglied der Fachvereinigung Bauwerksbegrünung, 2006

## Schriften
- Untersuchungen über das Auftreten mechanischer Unterbodenverdichtungen in Grünflächen, 1970
- Dachbegrünung, 1985 (zusammen mit Frank Darius)
- Grundlagen der Dachbegrünung, 1989 (als Mitverfasser)
- Bäume in Stadtstraßen, 1994